# Komár Júlia
Komár Júlia (Miskolc/Temesvár, 1912. január 25. – Buenos Aires, 1976. november 28.) magyar színésznő.

## Életpályája
Pályáját Miskolcon kezdte. 1930–1931 között Kolozsváron játszott, ezután Budapestre került. 1932–1933 között a Belvárosi Színházban szerepelt. 1933-ban a Pesti Színházban lépett fel. 1934-ben a Terézkörúti Színpadon és az Andrássy úti Színházban volt látható. 1935-től játszott filmszerepeket. 1935-ben a Royal Színház művésze volt. 1937-ben a Művész Színház és a Pesti Színház színművésze volt. 1937–1939 között a Vígszínházban és a Belvárosi Színházban szerepelt. 1940-ben a Magyar Színházban lépett fel. 1941-ben az Andrássy úti Színházban volt látható. Jobboldali magatartása miatt 1945-ben külföldre távozott. 1949–1954 között az Argentínai Magyar Nemzeti Színházban játszott.
Leginkább modern tárgyú darabokban volt látható.

## Családja
Szülei: dr. Komár Rudolf és Csutak Julianna (?–1944) voltak. 1933. május 16-án Budapesten házasságot kötött Páger Antal (1899–1986) színművésszel. Két lányuk született: Judit (1940-) és Júlia (1942-). 1961-ben elváltak.

## Színházi szerepei
- Meller Rózsi: Írja hadnagy – Liuba
- Paul Armont: Szabó a kastélyban – Nadine
- Hunyady Sándor: Bors István – Margit
- Bourdet: Fehér és fekete – Renée
- Bruckner: Halálos ifjúság – Lucy
- Molnár Ferenc: Liliom – Mari

## Filmjei
- Az okos mama (1935)
- A sárga csikó (1936)
- Évforduló (1936)
- Zivatar Kemenespusztán (1936)
- Rád bízom a feleségem (1937)
- Édes a bosszú (1937)
- Hotel Kikelet (1937)
- A Noszty fiú esete Tóth Marival (1938)
- Nehéz apának lenni (1938)
- A miniszter barátja (1939)